# Hystrix brachyura
Hystrix brachyura é uma espécie de roedor da família Hystricidae.
Pode ser encontrado na Indonésia, Singapura, Malásia, Tailândia, Mianmar, Índia, Bangladesh, Nepal, Camboja, Laos, Vietnã e China.